# Nancy Drew (TV-serie)
Nancy Drew är en amerikansk mysterie- och dramaserie från 2019 som hade premiär i USA i oktober 2019. Serien är baserad på en serie mysterieromaner om huvudpersonen med samma namn, som på svenska heter Kitty Drew. Böckerna har anpassats för TV av Noga Landau, Josh Schwartz och Stephanie Savage. Det är den tredje Nancy Drew-serien som utvecklats för TV.
Huvudkaraktären Nancy Drew, spelas av Kennedy McMann, och övriga karaktärer från böckerna spelas av Leah Lewis, Maddison Jaizani, Tunji Kasim och Alex Saxon. Serien har också utvecklat nya karaktärer som inte ingår i böckerna.
I mars 2022 fick serien kontrakt på en fjärde och sista säsong som är planerad att ha premiär den 31 maj 2023.

## Handling
Serien utspelar sig i sig i nutid, det vill säga omkring 2020 och kretsar kring Nancy Drew, en artonårig tjej som planerar att söka in på universitet. Men hennes mammas bortgång får henne att skjuta upp dessa planer. Istället blir hon involverad i mordutredningen på en societetsdam. Till sin hjälp har hon övriga anställda på restaurangen Claw där hon arbetar.

## Roller i urval
- Kennedy McMann – Nancy Drew
- Leah Lewis – Georgia "George" Li-Yun Fan
- Maddison Jaizani _ Bess Turani Marvin
- Tunji Kasim – Ned "Nick" Nickerson
- Alex Saxon – Ace
- Alvina August – Karen Hart
- Riley Smith – Ryan Hudson
- Scott Wolf – Carson Drew